# Cetina
För andra betydelser, se Cetina (olika betydelser).
Cetina är en flod i landskapet Dalmatien i södra Kroatien. Flodens längd är 101 km och avrinningsområdet täcker 1 463 km. Källan ligger i Dinara, en del av Dinariska alperna, 385 meter över havet. Floden mynnar ut i Adriatiska havet i Omiš. 

## Bildgalleri

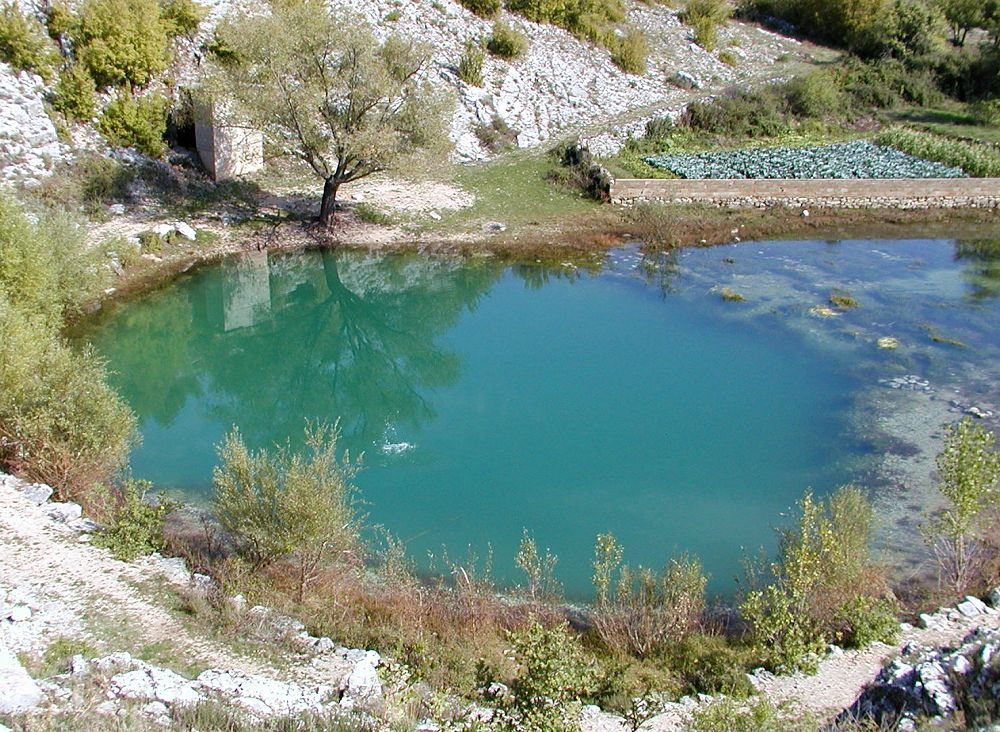
Cetinas källa i Milasevo
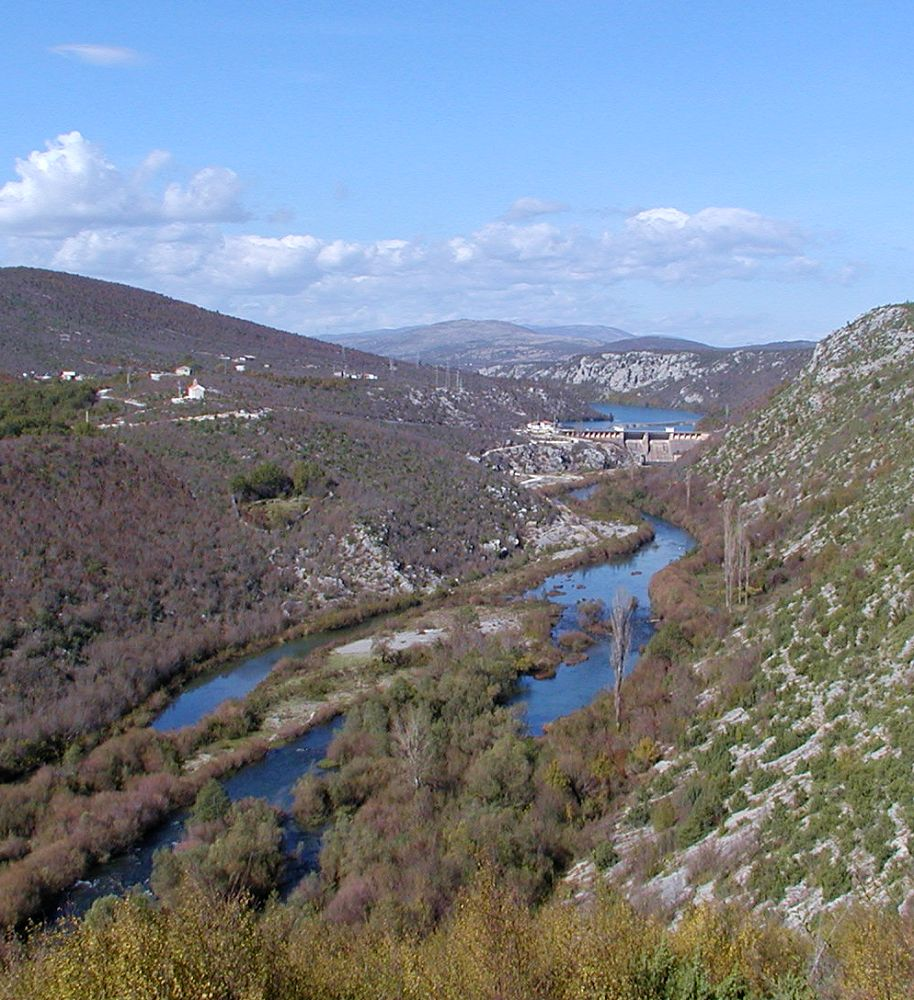
En av Cetinas dammar
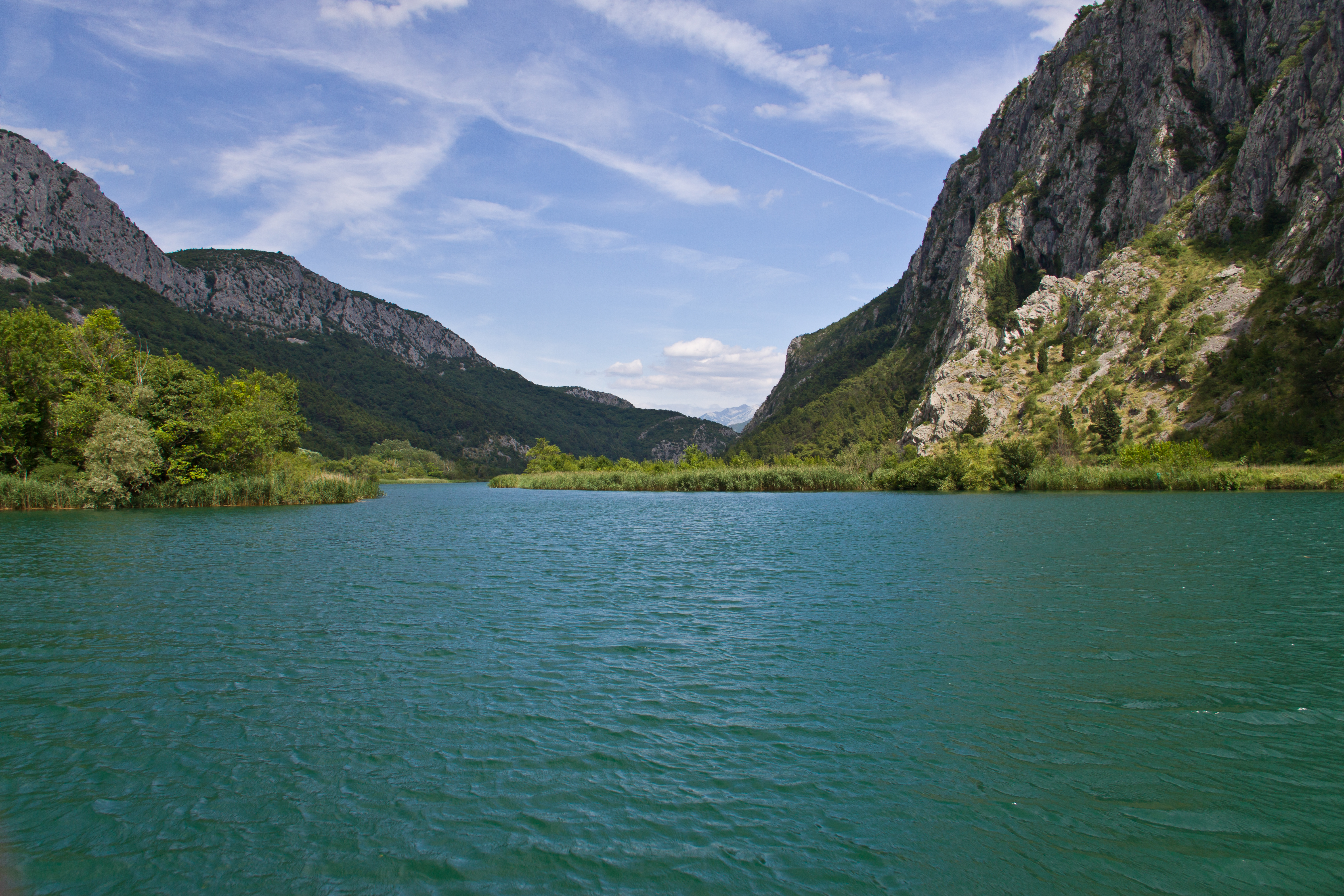
Cetina lopp genom ett karstlandskap
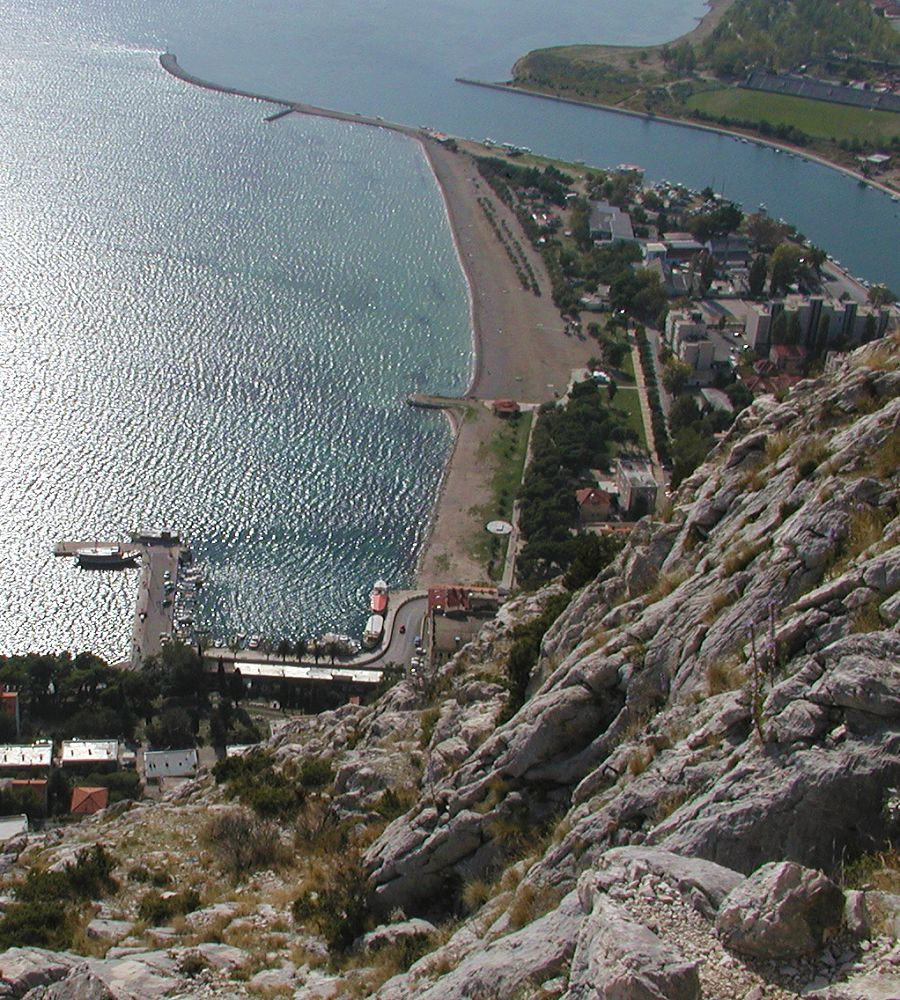
Cetinas mynning i  Omiš